# Edward Mitens
Edward Esbern Mitens (geboren als Edward Esbern Mortensen am 30. November 1889 in Tvøroyri; gestorben am 3. Juni 1973 in Tórshavn)
war ein färöischer Schriftsteller, Beamter, Rechtsanwalt und Politiker des Sjálvstýrisflokkurin.

## Ausbildung und Beruf
Er wuchs an seinem Geburtsort auf der Südinsel Suðuroy auf, besuchte von 1901 bis 1905 die Realschule in Tórshavn und ging anschließend nach Dänemark, wo er 1907 an der Sorø Akademi seine Reifeprüfung ablegte und danach Rechtswissenschaft studierte. Er beendete das Studium als cand. jur. im Jahr 1912.

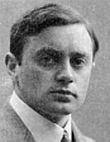
Edward Mitens in jungen Jahren.

Nach Ende des Studiums ging er zurück auf die Färöer und arbeitete dort von 1913 bis 1939; zunächst für eine kurze Zeitspanne als Sýslumaður auf Suðuroy und auf Eysturoy, dann ließ sich danach als Anwalt in Tórshavn nieder. Im Anschluss übernahm er 1939 die Leitung des Parlamentssekretariats (løgtingsskrivstova), die er bis 1949 innehatte. In dieser Funktion verfasste er im April 1940 eine Denkschrift, die als Entwurf die Grundlage für ein einstweiliges Regierungs- und Verwaltungssystem der Färöer bildete, die sogenannte Bráðfeingisstýrisskipanin, welche als Gesetz am 9. Mai 1940 in Kraft trat und bis zur Autonomie im Jahr 1948 Gültigkeit hatte. Dieses provisorische System war notwendig geworden, weil die Färöer durch die deutsche Besetzung Dänemarks während des Zweiten Weltkrieges komplett von der Regierung in Kopenhagen abgeschnitten worden waren.
Edward Mitens war seit 1945 Mitglied im Vorstand der Føroya Banki und hatte von 1950 bis 1973 dort den Vorsitz. Zudem war er seit 1932 finnischer Vizekonsul auf den Färöern und ab 1954 finnischer Konsul. Weiterhin hat er als Sachbuchautor im Laufe seines Lebens zahlreiche Bücher veröffentlicht.

## Politik

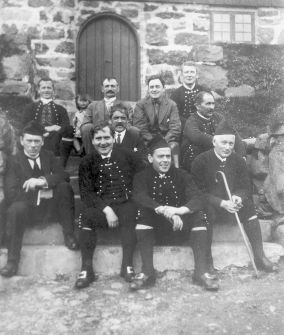
Der Sjálvstýrisflokkurin bei Jóannes Patursson in Kirkjubøur. Um 1930. Edward Mitens ist in der obersten Reihe als Zweiter von rechts zu sehen.

Edward Mitens begann seine politische Laufbahn als Abgeordneter im dänischen Folketing, dem er von 1915 bis 1918 (als Edward Mortensen) angehörte. Von 1925 bis 1928 war er auch Mitglied des Gemeinderates in Tórshavn. Seine politische Hauptaktivität widmete er jedoch dem Løgting, in dem er von 1916 bis 1940 als Abgeordneter des Wahlbezirks Suðuroy für den Sjálvstýrisflokkurin saß. Darüber hinaus war er von 1928 bis 1930 sowie von 1936 bis 1939 Präsident des Parlaments.
Im Jahr 1936 wurde Edward Mitens nach einer Kampfabstimmung gegen den bisherigen Amtsinhaber Jóannes Patursson ebenfalls Vorsitzender des Sjálvstýrisflokkurin. Patursson war mit dem Kurs seiner Partei hinsichtlich der bevorstehenden Bodenreform auf den Färöern überhaupt nicht einverstanden und verließ sie später, um mit anderen Unzufriedenen Ende 1939 den Fólkaflokkurin zu gründen. In seine Zeit als Vorsitzender der größten Partei im Parlament fällt auch die Einführung des Färöischen als Sprache im Schulunterricht und in der Kirche im Jahr 1938. Ein Jahr später beendete Mitens nach 25 Jahren in der färöischen Politik seine Tätigkeit als Løgtingsabgeordneter. Am 29. Nov. 1939, einen Tag vor seinem 50. Geburtstag, nahm er zum letzten Mal als Mitglied an einer Sitzung des Parlaments teil. Danach war er bis 1949 mit der Leitung des Parlamentssekretäriats betraut.
Nach Kriegsende und Beginn der Autonomie spielte er noch einmal für vier Jahre eine politische Rolle und saß von 1954 bis 1959 als Minister ohne Geschäftsbereich für den Sjálvstýrisflokkurin in der Landesregierung Kristian Djurhuus II. Dort war er unter anderem für den Gesundheits- und Kulturfragen zuständig gewesen und wurde deshalb sowohl in den Klaksvíkstreit als auch die Gründung des Útvarp Føroya verwickelt; beides Ereignisse, die in diesem Zeitraum stattfanden.

## Familie

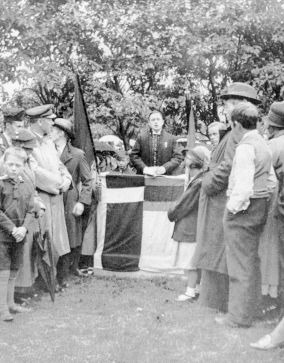
Edward Mitens während der Rede zur Enthüllung des Denkmals für seinen Onkel R. C. Effersøe im Jahr 1933.

Edward Mitens kam als Sohn des Kaufmanns, Reeders und Politikers Niels Juel Mortensen (1860–1929) und dessen Ehefrau Josefina geb. Effersøe, beide aus Tvøroyri stammend, ebenda zur Welt. Im Jahr 1916 hatte Edward Mortensen Annie Wissing aus Kopenhagen geheiratet.
Edward führte bis 1923 den väterlichen Nachnamen Mortensen und nannte sich erst danach Mitens.
Seine Mutter war die Tochter von Gudmund Effersøe (1827–1916), dem langjährigen Sýslumaður der Südinsel. Der Redakteur und Dichter Rasmus C. Effersøe und der Politiker Oliver Effersøe waren Brüder seiner Mutter. Edward sammelte die Werke des Bruders seiner Mutter und setzte sich dafür ein, dass eine Büste von R. C. Effersøe vor dem Løgtingshaus in Tórshavn aufgestellt wurde. Er hielt auch die Rede anlässlich der Enthüllung des Denkmals zur Ólavsøka im Jahr 1933.

## Bibliografie (Auswahl)
- Færøsk Lovsamling 1559–1931. Tórshavn 1932.
- Fríðrikur Petersen. Prostur. 1853 – 22.apríl – 1953. Tórshavn 1953.
- Føroyskt lógsavn : umfatandi serstakar føroyskar lógir og administrativer fyriskipanir 1687–1957. Tórshavn 1953.
- Partafelagið Føroya Banki Tórshavn 1906–1956. Tórshavn 1956.
- Rasmus Effersøe, 1857–1957; minnisútgáva. Tórshavn 1957.
- Realskúlin í Tórshavn 1861 – 3. april – 1961. Tórshavn 1961.
- Eg minnist – Barnaár. Tórshavn 1960.
- Eg minnist – Skúla- og læruár. Tórshavn 1962.
- Eg minnist – Sýslumaður, fólkatingsmaður, sakførari. Tórshavn 1964.
- Eg minnist – Løgtingsmaður 1916–1939. Tórshavn 1966.
- Eg minnist – Skrivstovustjóri løgtingsins. Tórshavn 1969.
- Myndir úr gomlu Havnini. Tórshavn 1971.
- Gamlar myndir úr Eysturoy. Tórshavn 1972.